# Třída Mucuki
Třída Mucuki (japonsky: 睦月型 Mucuki-gata) sestávala z dvanácti „torpédoborců první třídy“ (一等駆逐艦 ittó kučikukan) japonského císařského námořnictva, postavených v letech 1924 až 1927. Jednotky třídy Mucuki navazovaly na předchozí třídu Kamikaze, ale odlišovaly se několika změnami. Během druhé světové války již byly zastaralé a tak sloužily hlavně jako doprovodná plavidla a rychlé transportéry.
Všech dvanáct jednotek bylo ztraceno během bojů v Pacifiku. Devět z nich měla na svědomí letadla, dvě jednotky byly ztraceny při střetech s americkými hladinovými plavidly (Nagacuki byl následně doražen letadly) a jedna jednotka padla za oběť ponorce.

## Vývoj a konstrukce

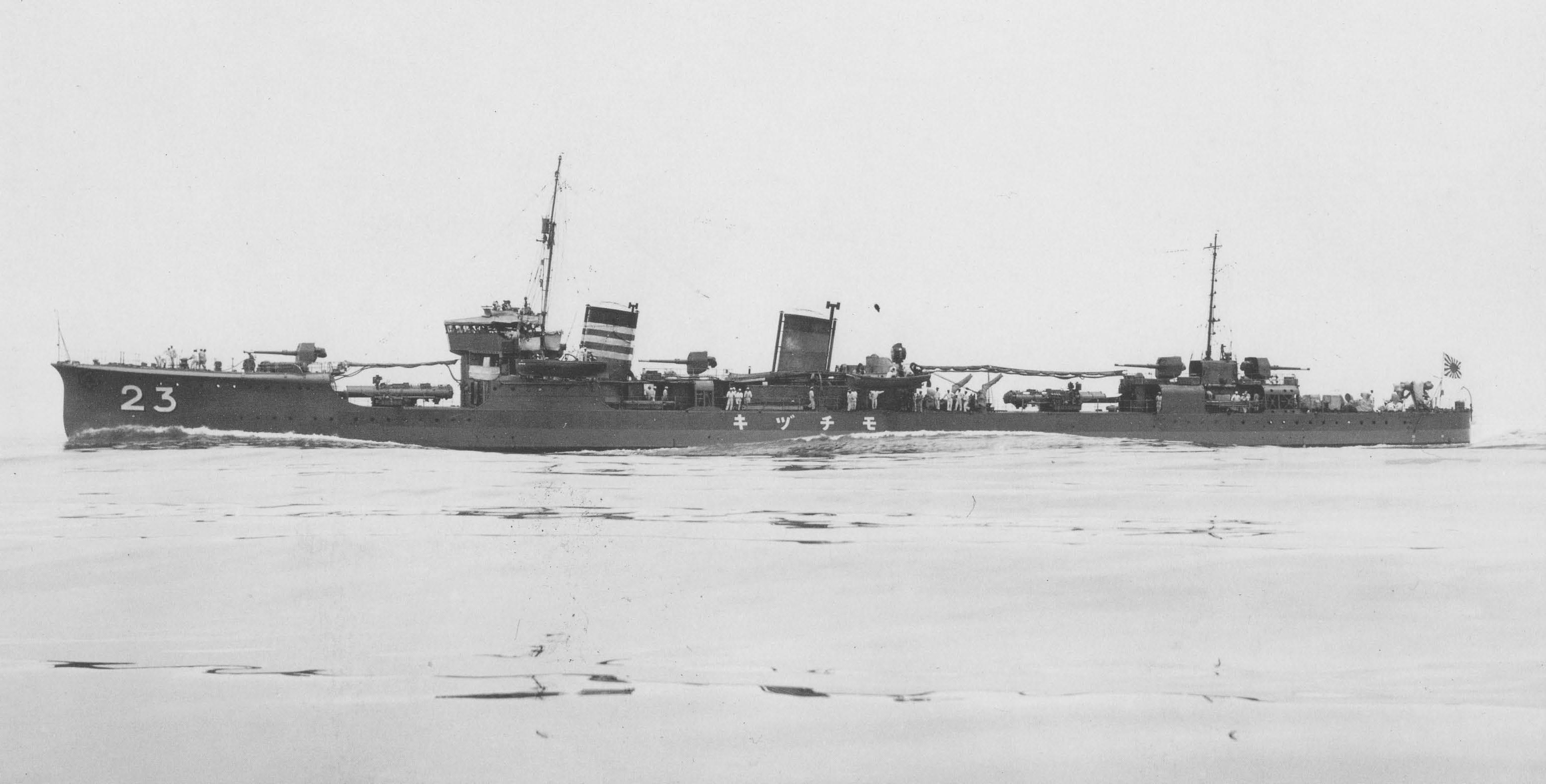
Torpédoborec Močizuki ukazuje charakteristickou siluetu torpédoborců třídy Mucuki se dvěma (ještě odkrytými) torpédomety a prohnutím přídě. Číslo 23 na přídi řadí Močizuki do 23. kučikutai (駆逐隊 ~ divize torpédoborců), zatímco 「キヅチモ」 je zprava doleva katakanou napsané jméno lodě.

Stavba torpédoborců třídy Mucuki byla financována z financí rozpočtového roku 1923.
Třída Mucuki vycházela z předchozí třídy Kamikaze a byla zároveň poslední třídou japonských torpédoborců před zavedením „speciálních torpédoborců“ (特型駆逐艦 Tokugata kučikukan) třídy Fubuki. Od předchozí třídy Kamikaze se Mucuki lišily hlavně tvarováním přídě (které převzaly i následující třídy „speciálních torpédoborců“), torpédovou výzbrojí a uspořádáním můstku.

### Můstek
Hlavní nástavba měla čtyři úrovně: dolní patro na horní palubě (上部甲板 džóbu kanpan), druhé patro horní můstkové paluby (上部艦橋 džóbu kankjó), můstek (羅針艦橋 rašin kankjó) a plošinu se světlometem a dálkoměrem. Kulomety byly oproti Kamikaze přesunuty z můstku o jednu palubu níž na horní můstkovou palubu. Otevřený můstek měl přední stěnu chráněnou plechem a prosklenými okny. Nad přední částí můstku byla kostra, přes kterou se jako ochrana před nepříznivým počasím dala natáhnout plachta. Změnila se rovněž plošina s dvoumetrovým stereoskopickým dálkoměrem na můstku, která u třídy Mucuki nesla dva 30cm světlomety.

### Pohon
Pohon většiny jednotek třídy Mucuki zajišťovaly dvě soustavy parních turbín Kanpon. Pouze Jajoi a Nagacuki byly vybaveny importovanými turbínami o stejném výkonu: Jajoi turbínami Zoelly a Nagacuki turbínami Rateau.
Každá sestava turbín Kanpon (obdobně Zoelly a Rateau) se skládala z jedné vysokotlaké a jedné nízkotlaké turbíny, které přes převodovku poháněly jednu hřídel. Každá sestava měla výkon 19 250 k (14 158,4 kW) při 400 otáčkách lodního šroubu za minutu. Vysokotlaké turbíny měly každá navíc dva stupně pro plavbu cestovní rychlostí, které byly při plavbě maximální rychlostí vynechány.
Sytou páru turbínám dodávaly čtyři vodotrubné kotle Ro-gó Kanpon šiki, přičemž přední komín odváděl spaliny z 1. a 2. a zadní komín ze 3. a 4. kotle.

### Výzbroj
Místo tří dvouhlavňových 533mm torpédometů modelu 1921, jaké nesla třída Kamikaze, byly použity dva tříhlavňové nezakrytované otočné 610mm torpédomety modelu 1923. Poprvé se tak na japonských torpédoborcích objevila torpéda ráže 610 milimetrů, konkrétně typ 8. Později mohly tyto torpédomety používat i torpéda typu 93 – známá „dlouhá kopí“. Jeden torpédomet byl umístěn před můstkem a druhý na zádi mezi platformou světlometu za druhým komínem a zadní nástavbou se 120mm kanóny. Hlavní hlavňová výzbroj i její rozmístění zůstalo shodné jako u třídy Kamikaze, tedy jeden 120mm kanón typu 3. roku na přední palubě, druhý na nástavbě mezi komíny a zbývající dva na zadní nástavbě.

## Pozdější modifikace
Při incidentu 4. loďstva v roce 1935 bylo několik torpédoborců třídy Mucuki poškozeno v tajfunu. To vedlo v letech 1936 až 1937 k posílení konstrukce a zakrytování torpédometů. Rovněž můstek byl zakulacen a zakrytován: původní volitelnou střechu z plátna nataženého přes kovovou konstrukci nahradila pevná střecha.
Během války byly na přežívajících jednotkách instalovány radary a byla posilována protiletadlová výzbroj na úkor 120mm děl a torpédometů. Například Uzuki k 31. srpnu 1944 nesl následující výzbroj:
- 2 x 120 mm/45
- 3 x 610mm torpédomet (1xIII)
- 16 x 25 mm/60 typu 96 (2xIII, 2xII, 6xI)
- 2 vrhače hlubinných pum
- 1 přehledový radar proti vzdušným cílům 13 Gó

## Pojmenování jednotek třídyMucuki
Torpédoborce třídy Mucuki byly zpočátku značeny lichým číslem (například 第十九号駆逐艦 Dai-džúkjú-gó kučikukan ~ „torpédoborec č. 19“), neboť sudá čísla byla vyhrazena pro „torpédoborce druhé třídy“ (二等駆逐艦 nitó kučikukan). Spolu s třídou Mucuki se ale již žádné torpédoborce druhé třídy nestavěly (třída Wakatake byla poslední) a tak bylo od tohoto systému upuštěno a po „torpédoborci č. 27“ následoval „torpédoborec č. 28“. V srpnu 1928 pak došlo k přejmenování, kdy byla jednotkám přidělena jména měsíců lunisolárního kalendáře, případně jména související s Měsícem.

## Jednotky třídyMucuki
| Číslo | Jméno             | Loděnice            | Položení kýlu      | Spuštění          | Přijetí do služby  | Osud |
| ----- | ----------------- | ------------------- | ------------------ | ----------------- | ------------------ | --- |
| 19    | Mucuki (睦月)     | arzenál Sasebo      | 21. května 1924    | 23. července 1925 | 25. března 1926    | 25. srpna 1942 potopen bombardéry USAAF v Šalomounových ostrovech                                          |
| 21    | Kisaragi (如月)   | arzenál Maizuru     | 3. června 1924     | 5. června 1925    | 21. prosince 1925  | 11. prosince 1941 potopen letadly USMC u atolu Wake                                                        |
| 23    | Jajoi (彌生)      | Uraga, Jokosuka     | 11. ledna 1924     | 11. července 1925 | 28. srpna 1926     | 11. září 1942 potopen letouny USAAF v Šalomounově moři                                                     |
| 25    | Uzuki (卯月)      | Išikawadžima, Tokio | 11. ledna 1924     | 15. října 1925    | 14. září 1926      | 12. prosince 1944 potopen americkými torpédovými čluny u západního pobřeží Leyte                           |
| 27    | Sacuki (皐月)     | Fudžinagata, Ósaka  | 1. prosince 1924   | 25. března 1925   | 15. listopadu 1925 | 21. září 1944 potopen letadly TF 38 v Manilské zátoce                                                      |
| 28    | Minazuki (水無月) | Uraga, Jokosuka     | 24. března 1925    | 25. května 1926   | 22. března 1927    | 6. června 1944 potopen ponorkou USS Harder v Suluském moři                                                 |
| 29    | Fumizuki (文月)   | Fudžinagata, Ósaka  | 20. října 1924     | 16. února 1926    | 3. července 1926   | 18. února 1944 potopen americkými palubními letadly na Truku během operace Hailstorm                       |
| 30    | Nagacuki (長月)   | Išikawadžima, Tokio | 16. dubna 1925     | 6. října 1926     | 30. dubna 1927     | 6. července 1943 poškozen během bitvy v zálivu Kula, najel na břeh a následně zničen americkými letadly    |
| 31    | Kikizuki (菊月)   | arzenál Maizuru     | 15. června 1925    | 15. května 1926   | 20. listopadu 1926 | 4. května 1942 potopen letadly z USS Yorktown u Tulagi                                                     |
| 32    | Mikazuki (三日月) | arzenál Sasebo      | 21. srpna 1925     | 12. července 1926 | 7. května 1927     | 28. července 1943 potopen letadly USAAF u mysu Gloucester (Nová Británie) po předchozím najetí na mělčinu. |
| 33    | Močizuki (望月)   | Uraga, Jokosuka     | 23. března 1926    | 28. dubna 1927    | 31. října 1927     | 24. října 1943 potopen Catalinami US Navy u jihovýchodního pobřeží Nové Británie                           |
| 34    | Júzuki (夕月)     | Fudžinagata, Ósaka  | 27. listopadu 1926 | 4. března 1927    | 25. července 1927  | 12. prosince 1944 potopen letadly USMC severovýchodně od Cebu                                              |